# Tony Miller
Pour les articles homonymes, voir Miller.
 Anthony Robert Miller dit Tony Miller, né le 28 avril 1929 à Balgowlah (Australie) et mort le 6 avril 1988 à Sydney, est un joueur de rugby à XV qui a joué avec l'équipe d'Australie évoluant au poste de deuxième ligne.  

## Biographie
Tony Miller joue plus de cent matchs pour l'État de Nouvelle-Galles du Sud dont il a défendu les couleurs pendant 23 ans. Il joue son premier test match le 26 juillet 1952 à l'occasion d'un match contre l'équipe des Fidji. Il a disputé son  dernier test match contre l'équipe de Nouvelle-Zélande, le 19 août 1967. Miller a eu une longue carrière d'international, il avait plus de 38 ans lorsqu’il a joué son dernier test match.

## Statistiques en équipe nationale
- Nombre de test matchs avec l'Australie :  41
- Test matchs par année : 4 en 1952, 4 en 1953, 2 en 1954, 3 en 1955, 2 en 1956, 2 en 1957, 7 en 1958, 2 en 1959, 5 en 1961, 2 en 1962, 4 en 1966, 4 en 1967